# Oscar Herrero
Oscar Luis Herrero (Buenos Aires, 5 de julio de 1921 – ibídem, 23 de febrero de 1999) cuyo nombre completo era Oscar Luis Herrero y tenía el apodo de Cacho, fue un arreglista, compositor y violinista argentino dedicado al género del tango. Tuvo una dilatada actuación en la orquesta de Osvaldo Pugliese e integró desde su creación el alabado Sexteto Tango.

## Actividad profesional

### Primeros años
Nació en el barrio de Palermo y su padre músico fue quien le dio  los primeros conocimientos de música, en tanto de dos hermanos –uno violinista y el otro bandoneonista- aprendió a ejecutar estos instrumentos, inclinándose finalmente por el violín y perfeccionándose con el eximio violinista rosarino Emilio Cantore. A los dieciséis años, debutó en la orquesta que tenían los hermanos Herrero para tocar en locales y fiestas del barrio y al poco tiempo, formó el Quinteto Catano-Herrero.
Luego integró un cuarteto con tres músicos que organizó el pianista Armando Cupo y en 1940 pasó a trabajar en la orquesta de Pedro Maffia. En 1941 fue contratado para el conjunto dirigido por el uruguayo Romeo Gentile, con el que actuó en LR2 Radio Argentina. En 1942 ingresó a  la orquesta de Emilio Orlando, lo que le dio oportunidad de estar con la agrupación en Ronda de ases, un exitoso programa que se transmitía dos veces por semana con la participación de cuatro orquestas, inicialmente desde la sede de Radio El Mundo y luego desde el Teatro Casino, en la calle Maipú, enfrente al cabaré Marabú. Durante el período en que fue emitido tuvo también los nombres de Esquinas de mi ciudad y Casino, sin cambiar su estructura y calidad.

### Con Osvaldo Pugliese
A fines de 1943 Alfredo Gobbi le ofreció incorporarse a la orquesta que dirigía pero al momento de aceptarlo recibió por intermedio de Enrique Camerano, primer violín de Osvaldo Pugliese, la propuesta de ser el segundo en la fila de violines, en la cual estaban además  Julio Carrasco y Jaime Tursky. La elección de Herrero por esta última propuesta enojó a Gobbi y la reconciliación entre ellos llegó solo después de muchos años. En los 25 años que estuvo con Pugliese las cuerdas junto a las que trabajó fueron, además de Camerano y Carrasco,Emilio Balcarce (que reemplazó a Tursky), Francisco Sammartino (viola) y Aniceto Rossi (contrabajo).
En 1958 se desvinculó Camerano, Pugliese puso a Herrero como primer violín e incorporó a la orquesta el violoncello, que refuerza los graves en las cuerdas. Cuando en 1965 el maestro Osvaldo Pugliese regresó de una extensa gira que había realizado con su orquesta por Japón planteó la idea de formar un sexteto al modo decariano, pues le parecía que había que reducir la formación como forma de enfrentar la crisis que sufría el tango en esos años, pero no llegó a concretar ese cambio.

### Con el Sexteto Tango
En 1966 la orquesta de Pugliese debió suspender su actividad por una enfermedad del director y allí  los bandoneonistas Osvaldo Ruggiero y Victor Lavallén, los violinistas Emilio Balcarce y Oscar Herrero, el pianista Julián Plaza, el contrabajista Alcides Rossi y el cantor Jorge Maciel  crearon, en octubre de 1968, el Sexteto Tango y debutaron en Caño 14, uno de los templos mayores del tango de ese momento; cuando poco tiempo después Pugliese volvió a la actividad sus integrantes tocaron en las dos formaciones, para después separarse definitivamente en los mejores términos. Pocos meses después  grabaron su primer long play titulado Presentación del Sexteto Tango, para el sello RCA Víctor incluyendo temas como Quejas de bandoneón, Amurado, La bordona y Danzarín.
El conjunto actuó en televisión, hizo giras por el extranjero, conciertos en el Teatro Colón de Buenos Aires y grabó once long play, todos en el sello RCA Víctor, salvo uno producido en Japón con para la discográfica Columbia Records. El Sexteto Tango llegó a ser valorado como uno de los conjuntos dedicados al tango más representativo del género a partir de los años setenta, organizada como los sextetos tradicionales pero con una concepción vanguardista y a la vez respetuosa de la esencia del género. Sus componentes eran músicos de talento y prestigio pero el grupo era más que una suma de individualidades. Su estilo continuaba la estructura esencial del estilo de Pugliese pero no era una mera copia o imitación del mismo: lograron un sonido propio, que sirvió como punto de partida de otras muchas formaciones que lo siguieron y en algunos casos, lo imitaron.
Fueron alabados por la crítica de su momento que le reconoció el mérito de tratar de forjar una difícil síntesis entre vanguardia y tradición, eludir tanto la tentación de imitar al autor de La yumba como la de embarcarse en algunas experimentaciones vanguardistas. Lograron un estilo propio, un logro en el que tuvieron mucho que ver músicos excepcionales como Emilio Balcarce y Julián Plaza. Su actuación se extendió hasta 1991 y en esa fecha Oscar Herrero abandonó la actividad musical.
Oscar Herrero falleció en Buenos Aires el 23 de febrero de 1999.

### Compositor
Entre su producción musical se recuerda los tangos instrumentales Nochero soy (1956) y Quejumbroso (1959), obras muy representativas de la composición moderna del tango, y los que compusiera junto al poeta Elizardo Martínez Vilas, que usaba el seudónimo de “Marvil”, todos los cuales fueron grabados por Pugliese con la voz de Alberto Morán, Descorazonado, El mate amargo y Porque no te tengo más. Con la orquesta de Pugliese, Herrero apareció en el filme Mis cinco hijos (1948) y con el Sexteto Tango en Solamente ella (1975).